# Ferdinand Wultsch
Ferdinand Wultsch (* 30. September 1911 in Oberteschen; † 1986) war ein österreichischer Ingenieur und Politiker (SPÖ). Wultsch war 1945 Landesrat in der Steiermärkischen Landesregierung.
Wultsch studierte an den Technischen Hochschulen Darmstadt und Dresden, bevor er 1937 als Dipl.-Ing. abschloss. Er habilitierte sich 1943 an der Montanistischen Hochschule Leoben zum Dr. techn. und wurde 1947 außerordentlicher Professor an der Technischen Hochschule in Graz. Zudem war Wultsch Direktor und Vorstandsmitglied der Zellstoff- und Papierfabriken Arland AG sowie als Geschäftsführer der Allgemeinen Chemie Graz tätig und arbeitete als Zivilingenieur und technischer Konsulent verschiedener Papierfabriken im In- und Ausland. Wultsch hatte zudem die Funktion des Fachgruppenvorsitzenden-Stellvertreters der Fachgruppe Steiermark der Papier-, Zell-, Holzstoff und Papierindustrie inne und gehörte zwischen dem 8. April 1945 und dem 28. Dezember 1945 der steiermärkischen Landesregierung Machold an.